# فاينال كت برو
فاينال كت برو (بالإنجليزية: Final Cut Pro)‏ هو سلسلة من مجموعة من برامج تحرير الفيديو غير الخطية، وضع من قبل شركة ماكروميديا ثم لاحقا أنتجتهُ شركة أبل، يعمل على جميع أجهزة الماك ذات النظام ماك أو إس. أحدث إصدار للبرنامج هو 10.10. البرنامج يتيح للمستخدمين تسجيل ونقل الفيديوهات على القرص الصلب (داخلي وخارجي)، حيث يمكن تحريريها ومعالجتها، والإخراج لمجموعة واسعة من الأشكال. كتبت بشكل كامل من قبل شركة آبل عام 2011. ووفقا لدراسة لعام 2007 فان فاينال كت برو قد حل بنسبة %49 في سوق مهنة التحرير في الولايات المتحدة، وهناك أيضا دراسة نشرت في عام 2008 من قبل المحررين في نقابة السينما الأمريكية، وصل فاينال كتب برو بين المستخدمين بنسبة وصلت إلى %21.

## المميزات
يمتاز برنامج فينال كت برو أنه يتوافق ويتناسب مع كامل الصيغ المتضمنة منها DV, HDV, P2 MXF (DVCProHD), XDCAM وأيضا بنقاوة صيغة الفليم والتي تصل إلى 2K، 4K، 5K. يدعم الكثير من مسارات الفيديو في وقت واحد، يمكن تحرير ومزج الصوت وإدخال بعض التأثيرات وغيرها من الأدوات في آن واحد.

## واجهة البرنامج
يحتوي على أربعة نوافذ بشكل أساسي وهي نافذة لجمع كافة الفيديوهات والصور وحتى الموسيقى والنافذة الأخرى لتحرير العمل أولا بأول، أما النافذة الثالثة فهي نافذة وضع وتحرير الفيديو وعملية القص أو التحرير باستخدام الأدوات وأشرطة العمل.

## الخط الزمني
حجم مقاطع الفيديو والخطوط الزمنية فيه يمكنك اللعب والتغيير فيها كما تريد، كما يمكنك تجميع عده فيديوهات من عده أماكن مختلفة وعمل فيديو موحد بعد عملية الدمج، كما يمكنك إضافة رسوم متحركة للفيديو باستخدام اطاراته المفتوحة أو مشاهدات حركية.

## اختصارات لوحة المفاتيح
من أهم مميزات هذا البرنامج أنه يمكن استخدام اختصارات لوحة المفاتيح في فتح وغلق والتعامل مع البرنامج، كما يمكنك إنشاء اختصارات لوحة المفاتيح بطريقتك الخاصة كما تريد، هذه الاختصارات تعمل على توفير الوقت والراحة وسهولة التعامل وأيضا الابتعاد عن البحث عن الأيقونة. كما أن هناك ما يقارب من 400 أمر للوحة المفاتيح التي تسهل وتسمح للمستخدم سهولة التعامل مع البرنامج بشكل أكثر سلاسة، من أجل زيادة سرعة عملية تحرير وتنسيق الفيديوهات.

## صيغة الملفات
يمكنك بعد الانتهاء من عملية تحرير الفيديوهات عمل حفظ للفيديو بالصيغة التي تريدها، ولكنه يأخذ حجم كبير جدا عند حفظ الفيديو مع زيادة معدل الإضافات في الفيديوا مثل الكتابة والدبلجة والتنسيق والرسوم المتحركة وغيرها.

## وصلات خارجية
- الموقع الرسمي